# Таир (посёлок)
 Таи́р  — посёлок в Звениговском районе Республики Марий Эл. Входит в состав Кокшайского сельского поселения.

## География
Находится в южной части республики Марий Эл на расстоянии приблизительно 33 км по прямой на север-северо-запад от районного центра города Звенигово на берегу озера Таир.

## История
Известен со второй половины XVIII века как постоялый двор, здесь также постоянно проживали монастырские работники, поставлявшие рыбу для Ежово-Мироносицкого монастыря. Официальная дата основания 1895 год. В 1912 году посёлок упоминается как Таирский дом лесной охраны. В 1933 году здесь было 63 жителя. Работал Таирский учлеспромхоз. В 1936 году было организовано Таирское лесничество Кокшайского лесхоза. В 1959 году проживало 305 человек. В разное время посёлок фигурировал с различными названиями: Таирский пионерлагерь (1952), посёлок пионерлагеря «Таир» (1955), а в 1962 году — посёлок Таирский пионерлагерь и тогда же — посёлок Таир. В 1971 году в посёлке было 55 хозяйств, 194 жителя, имелась начальная школа, фельдшерско-акушерский пункт, Таирское лесничество. После Великой Отечественной войны в течение нескольких лет размещался лагерь репрессированных расконвоированных поселенцев. С середины 1930-х годов в районе посёлка был построен пионерский лагерь «Таир». Позже добавились базы отдыха «Дорожник», «Звёздочка», пионерлагеря «Орбита» и «Искра». Лагерь «Искра» к 2003 году реорганизован в нервно-психический реабилитационный центр Министерства социального обеспечения Республики Марий Эл.

## Население
Население составляло 241 человек (русские 44 %, мари 45 %) в 2002 году, 243 в 2010.